# Stompen
Stompen ist ein Ortsteil der Gemeinde Much im nordrhein-westfälischen Rhein-Sieg-Kreis.

## Lage
Stompen liegt auf den Hängen des Bergischen Landes. Nachbarorte sind Walterscheid im Osten und Hohn im Süden. Stompen ist über die Landesstraße 352 erreichbar.

## Geschichte
Stompen wurde 1536 erstmals urkundlich erwähnt. Der Name könnte von einem hier ansässigen Gerrit Stump stammen.
1901 gab es in dem Weiler 44 Einwohner. Hier lebten der Ackerer Wilhelm Fedder, Ackerer Peter Giesselbach, Ackerin Witwe Johann G. Heimann, Maurer Justin Kistner, zwei Ackerer Joh. Manz, Ackerer Joh. Kaspar Müller, Zimmermeister Peter Reiff, Ackerer Peter Josef Reiff und Ackerer Joh. Tillmann mit ihren Familien.

## Denkmalschutz
Ein Heiligenhäuschen vor dem Dorf ist unter der Nr. 124 in der Liste der Baudenkmäler in Much eingetragen.